# Ильин, Александр Яковлевич
Александр Яковлевич Ильи́н (14 августа 1907 — 30 июня 1990) — старший сержант, командир разведывательного отделения, полный кавалер ордена Славы, участник Сталинградской битвы и битвы за Берлин.

## Биография
Ильин Александр Яковлевич родился 14 августа 1907 года в селе Пяша (ныне — Бековского района Пензенской области). В 1925 года после окончания семи классов переехал в г. Пензу, работал строителем. В феврале 1941 года вступил в ряды Красной Армии, в ноябре 1942 года отправлен на фронт. Служил командиром разведывательного отделения 492-го истребительно-противотанкового артиллерийского полка (8-я отдельная истребительно-противотанковая артиллерийская бригада, 69-я армия, 1-й Белорусский фронт).
Старший сержант Ильин не раз отличался в боях в 30 км южнее г. Ковель, Сталинградской битве, при форсировании р. Западный Буг, в боях за Берлин. Был тяжело ранен; представлен к высоким государственным наградам.
После окончания войны вернулся в Пензу, где с 1945 года работал во вневедомственной охране.
Скончался в 30 июня 1990 года; похоронен в Пензе.

## Награды
- Орден Славы III степени (30 апреля 1944) (№ 32598)
- Орден Славы II степени (25 августа 1944) (№ 4278)
- Орден Славы I степени (15 мая 1946) (№ 1756)
- Орден Отечественной войны I степени (1985)[2]
- Медали